# Финтинеле (Васлуй)
Финтинеле (рум. Fântânele) — село у повіті Васлуй в Румунії. Входить до складу комуни Пуєшть.
Село розташоване на відстані 252 км на північний схід від Бухареста, 26 км на південний захід від Васлуя, 74 км на південь від Ясс, 127 км на північ від Галаца.

## Населення
За даними перепису населення 2002 року у селі проживали 153 особи, з них 152 особи (99,3%) румунів. Усі жителі села рідною мовою назвали румунську.